# Юматов Георгій Олександрович
Гео́ргій Олекса́ндрович Юма́тов (рос. Гео́ргий Алекса́ндрович Юма́тов; 11 березня 1926, Москва, РРФСР, СРСР — 5 жовтня 1997, Москва, Росія) — радянський і російський актор. Народний артист РРФСР (1982).

## Біографія
Народився 11 березня 1926 року у Москві в робітничій родині.
Учасник радянсько-німецької війни, звільняв Відень — десант на Імперський міст. З 16 років на діючому флоті. Воював на Чорному морі і на Дунаї. За штурм моста у Відні нагороджений медаллю Ушакова.
В 1952 році закінчив Всесоюзний державний інститут кінематографії. Знімався в кіно з 1947 року.
Дружина — актриса Муза Крепкогорська.
Помер 5 жовтня 1997 року в Москві. Похований на Ваганьковському кладовищі.

## Вибрана фільмографія
Грав в українських стрічках:
- «У мирні дні» (1951, Куракін),
- «Шляхи і долі» (1955, Кравчук),
- «Педагогічна поема» (1956, Задоров),
- «Три доби після безсмертя» (1963),
- «До світла» (1966)
- «Тиха Одеса» (1967, оратор),
- «Небезпечні гастролі» (1969, Максим),
- «Увага, цунамі!» (1969, Алексєєв),
- «Якщо є вітрила» (1969, старпом Жарких),
- «Розмах крил» (1986, випробувач).

та російських стрічках:
- «Молода гвардія» (1948, Анатолій Попов),
- «Різні долі» (1956, Огурцов),
- «Вони були першими» (1956, Барабаш),
- «Черговий рейс», (1958, Кирило Воронов),
- «Балада про солдата» (1959, солдат з передової)
- «Жорстокість» (1959, Малишев),
- «Один з нас», (1970, Сергій Бірюков, він же співробітник оборонного заводу Микола Петров)
- «Порожній рейс» (1963, Хромов),
- «Офіцери» (1971, Олексій Трофімов)
- «Петровка, 38» та «Огарьова, 6» (1980, Садчиков),
- «Приступити до ліквідації» (1984, Серебровський),
- ТАРС уповноважений заявити... (1984, Айвен Белью, він же Іван Білий, колишній власовець з Житомирської області)
- Другий раз в Криму (1984, Сергій Олексійович Князєв, генерал)
- Аеропорт зі службового входу (1986, Олексій Миколайович, командир загону)
- «Слідопит» (1987, Кап),
- «Долетіти до своїх» (1988)
- «Врятованому — рай» (1988, Соловцов)